# 塔林因福内特足球俱乐部
塔林因福内特足球俱乐部，通称FCI塔林（FCI Tallinn），是一家位于愛沙尼亞塔林拉斯纳迈埃区的足球俱樂部，主場为因福内特拉斯纳迈埃体育场。
俱乐部成立于2002年，并在2013至2017年间参加愛沙尼亞足球甲級聯賽的賽事，并在2016赛季获得了联赛冠军。2017年俱乐部与塔林莱瓦迪亚足球俱乐部合并，其主队及预备一队被解散，但在第四级联赛参赛的预备二队继承了俱乐部的名字。